# Кетрін Вудвіл
Ке́трін Ву́двіл, герцогиня Бекінгем (англ. Catherine Woodville; близько 1458 — 18 травня 1497) — англійська аристократка, донька Річарда Вудвіла, 1-го графа Ріверса, і Жакетти Люксембурзької; молодша сестра королеви Єлизавети Вудвіл, дружини англійського короля Едуарда IV.

## Біографія
Походила з дрібного шляхетського роду Вудвілів. Народилася приблизно у 1458 році у Графтон Регісі (Нортгемптоншир) у родині Річарда Вудвіла, графа Ріверса, та Жакетти Люксембурзької. Була молодшою із 14-ти дітей, народжених в соціально нерівному шлюбі (батько Кетрін на момент народження першої дитини від Жакетти був простим лицарем). Перший титул — барона Ріверса — Річард Вудвіл отримав у 1448 році.
Вже у 6-річному віці, за сприяння сестри-королеви, взяла шлюб з малолітнім Генрі Стаффордом, герцогом Бекінгемським. 2 листопада 1483 року овдовіла — Генрі Стаффорда стратили за звинуваченням у зраді.
7 листопада 1485 року стала дружиною дядька нового короля, Джаспера Тюдора, зміцнивши таким чином зв'язок Вудвілів з Тюдорами. Джаспер Тюдор помер у 1495 році, через 10 років бездітного шлюбу.
У період між груднем 1495 і 24 лютого 1496 року вийшла заміж втретє. Її обранцем став Річард Уінгфілд, придворний і дипломат перших років правління династії Тюдорів. Шлюб тривав менше двох років — Кетрін Вудвіл померла 18 травня 1497 року.

## Діти
Три сина і дві доньки. Всі — від першого чоловіка, Генрі Стаффорда.
- Едвард Стаффорд (1478–1521), 3-й герцог Бекінгем
- Елізабет Стаффорд (1479–1532), дружина Роберта Редкліфа, 1-го графа Сасекс
- Генрі Стаффорд (1479–1523), 1-й граф Вілтшир
- Гамфрі Стаффорд (1480—помер дитиною)
- Ганна Стаффорд (1483–1544), дружина Георга Гастінґса, графа Гантінґдон

## У культурі

### У літературі
- Фігурує у романах Філіппи Грегорі із серії «Війна кузенів»: «Біла королева»[en] (2009), «Червона королева»[en] (2010) і «Біла принцеса»[en] (2013).
- Кетрін — головна героїня історичного роману Сьюзан Хіггінботем «Вкрадена корона» (2010).